# Hideki Nagai
Hideki Nagai (永井 秀樹 Nagai Hideki?), född 26 januari 1971 i Oita prefektur, är en japansk fotbollsspelare.
Nagai började sin karriär 1992 i Verdy Kawasaki (Tokyo Verdy). Med Verdy Kawasaki vann han japanska ligan 1993, 1994 och japanska ligacupen 1992, 1993, 1994. 1995 blev han utlånad till Fukuoka Blux. 1996 blev han utlånad till Shimizu S-Pulse. Med Shimizu S-Pulse vann han japanska ligacupen 1996. 1998 flyttade han till Yokohama Flügels. Med Yokohama Flügels vann han japanska cupen 1998. Efter Yokohama Flügels spelade han för Yokohama F. Marinos, Tokyo Verdy, Oita Trinita och FC Ryukyu. Han avslutade karriären 2016.